# Andersonia parvifolia
Andersonia parvifolia är en ljungväxtart som beskrevs av Robert Brown. Andersonia parvifolia ingår i släktet Andersonia och familjen ljungväxter. Inga underarter finns listade i Catalogue of Life.